# Phyllocladus alpinus
Phyllocladus alpinus es una especie de conífera perteneciente a la familia Podocarpaceae. Es originaria de Nueva Zelanda. 

## Descripción
La forma de esta planta es la de un arbusto o un árbol pequeño que alcanza hasta los siete metros de altura. Un ejemplo es P. alpinus en el sotobosque de haya /podocarpos en los bosques en la parte norte de Isla del Sur, Nueva Zelanda.